# Karszewo (powiat Elbląski)
Karszewo (Duits: Karschau) is een plaats in het Poolse woiwodschap Ermland-Mazurië, in het powiat Elbląski. De plaats maakt deel uit van de gemeente Młynary (Duits: Mühlhausen in Ostpreußen).